# Oratorio del Rosario (Codrongianos)
L'oratorio del Rosario è un edificio religioso situato a Codrongianos, centro abitato della Sardegna nord-occidentale. Consacrato al culto cattolico, fa parte della parrocchia di San Paolo, arcidiocesi di Sassari.